# M60-2000
L'M60-2000 o 120S, è una versione modernizzata del carro armato da combattimento M60 Patton, prodotta dalla General Dynamics Land Systems (abbreviato in GDLS) e destinata all'esportazione. Lo sviluppo dell'M60-2000 fu sostanzialmente una conseguenza del fatto che le migliaia di M60 in servizio nelle forze armate di varie nazioni non erano più in grado di tener testa agli MBT moderni. La GDLS mise così a punto l'M60-2000, che offriva molte delle caratteristiche proprie dell'M1 Abrams, a un prezzo ridotto.
La conversione in M60-2000 portava il carro ad avere numerose migliorie, tra cui una nuova torretta e il cannone da 120 mm Rheinmetall dell'M1A1. Il miglioramento fu commercializzato a quegli utilizzatori di M60 che avevano la capacità industriale di convertire autonomamente i carri. Oltre alla nuova torretta, furono installati un nuovo motore diesel e il sistema di trasmissioni dell'Abrams, e furono testati sul telaio standard di un M60.
Nonostante la Turchia non abbia accettato di migliorare i suoi M60, l'Egitto ha accolto l'offerta ed ha iniziato il miglioramento dei suoi carri nel corso del 2011.